# Fatalna ljubav live (videokaseta)
Založbena hiša Delije je v letu 1995 objavila sedmo videokaseto srbske pevke narodno-zabavne glasbe, Svetlane Ražnatović - Cece.
Na videokaseti se nahaja posnetek samostojnega koncerta v beograjski dvorani Pionir (november 1995). Ceca je na koncertu promovirala glasbeni album Fatalna ljubav.

## Vsebina videokasete
- (religijski uvod)
- 1. Isuse
- (promena stajlinga)
- 2. Lepotan
- 3. Drugarice, prokletnice
- 4. Pustite me da ga vidim
- 5. Mesec, nebo, zvezdice
- 6. Žarila sam žar
- 7. Popij me kao lek
- 8. Šta je to u tvojim venama?
- 9. Zaboravi
- 10.Đurđevdan je (cela pesma)
- (promena stajlinga)
- 11.Kukavica (vatra na sceni) cela pesma
- 12.Ja još spavam (cela pesma)
- 13.Kuda idu ostavljene devojke? (dimni efekti na bini) cela pesma
- 14.Neću da budem ko mašina (naslovna fotografija za VHS - druga strofa) cela pesma
- 15.Vazduh koji dišem (cela pesma)
- 16.Devojko veštice (cela pesma)
- 17.Tražio si sve (cela pesma)
- (promena stajlinga)
- 18.Fatalna ljubav (gitarista iz spota na sceni + mini vatromet) cela pesma
- 19.Da li to ljubav pravi slabiće (cela pesma)
- 20.Znam (plesna grupa Funky G + scenski nastup manekena iz spota Znam) cela pesma
- 21.Nije monotonija (Na sceni tigar iz spota Nije monotonija) cela pesma
- 22.Volela sam, volela
- 23.Idi dok si mlad (Na sceni maneken iz spota Idi dok si mlad) cela pesma
- 24.Beograd (vatromet + poklon supruga Željka Ražnatovića)
- (kraj koncerta i poruka za fanove)

## Zgodovina objave videokasete
| Država      | Datum | Založba        | Oblika            |  |
| ----------- | ----- | -------------- | ----------------- |  |
| Jugoslavija | 1995  | Zadruga Delije | VHS - PAL - SECAM |  |

## Ostale informacije
- Idejni ustvarjalec koncerta: Željko Ražnatović
- Ceco je spremljal orkester "Baja band"
- Kitara: Baja
- Klaviature: Fača
- Bobni: Goran
- Harmonika: Aca
- Bas: Ljuba
- Video zvok: Vlasta Cvetković
- Light design: Pera Trifulesku in Svetlana Cvetković
- Zvok: Ilija in Aca Hari
- Spremljevalna ekipa: Rudi, Bane, Beli, Nedelja, Bojan
- Poročevalec: Mladen Mujić
- Video mix: Saša Rašić
- Zvok: Dragoslav Simić
- Kamere: Fatmir Nuši, Miloš Spasojević, Milan Hercak, Miodrag Arsić, Periša Đinđić, Ivan Jađarević.
- Post produkcija: Film, TV, avdio, studio: Vlada, Milan, Cile
- Montaža: Global studios
- Make up: Tatjana Lesić
- Hair: Alexander za salon Ljilja
- Scenografija: Sava Barbuzan
- Režiser: Dejan Milićević
- Naklada: 45.000 izvodov